# Contea di Nanjing
La contea di Nanjing (南靖县S, Nánjìng XiànP) è una contea della Cina, situata nella provincia del Fujian.